# François Trinh-Duc

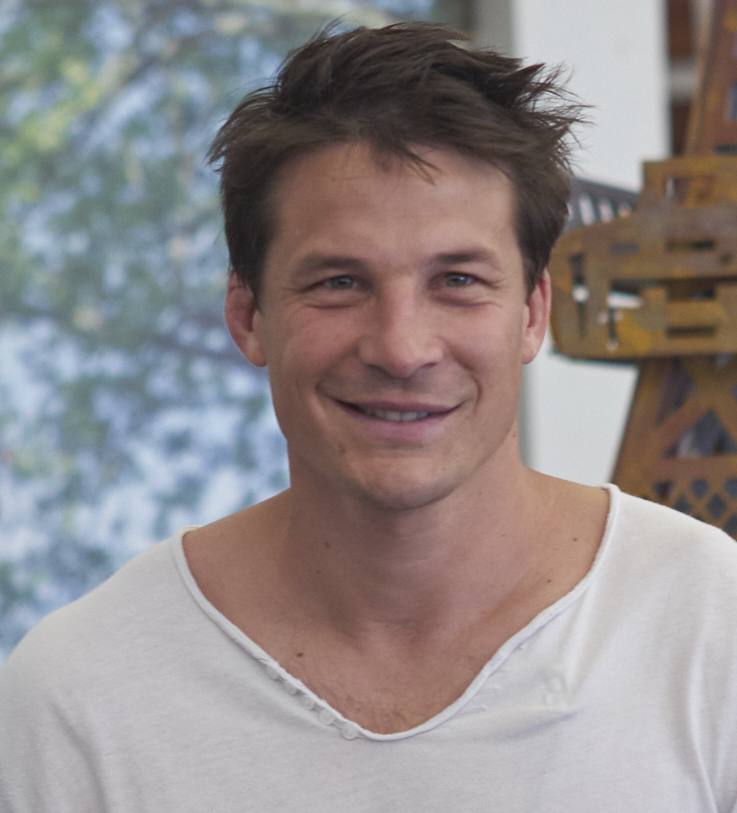
François Trinh-Duc năm 2019

François Trinh-Duc (tiếng Pháp: [fʁɑ̃swa tʁɛ̃dyk], hay Trịnh Đức, sinh ngày 11 tháng 11 năm 1986) là một vận động viên bóng bầu dục người Pháp gốc Việt. François hiện đang chơi cho câu lạc bộ Toulon thuộc Giải vô địch bóng bầu dục Pháp, anh cũng được chọn vào chơi cho Đội tuyển bóng bầu dục Pháp từ năm 2008.

## Tiểu sử
François Trinh-Duc sinh năm 1986 tại Hérault, Pháp. Anh có ông nội (Trịnh Đức Nhiên) là người Việt vì vậy François có họ gốc Việt là Trịnh Đức. François Trinh-Duc bắt đầu làm quen với môn bóng bầu dục từ năm lên 4 tuổi tại một trường dạy môn thể thao này ở gần Montpellier. Sau thời gian chơi cho các đội trẻ của câu lạc bộ Montpellier Hérault Rugby Club, François được chọn chơi cho đội chính thuộc Giải vô địch bóng bầu dục Pháp từ năm 2004. Tới năm 2008, anh được huấn luyện viên Marc Lièvremont chọn vào Đội tuyển bóng bầu dục quốc gia Pháp tham gia Cúp vô địch Sáu quốc gia 2008 và nhanh chóng có được vị trí chính thức trong đội hình đội tuyển Pháp.

## Phát biểu
- "Với bóng bầu dục, ta không chỉ học để thành cầu thủ và còn học làm người với những phẩm giá như sự kính trọng, tình đoàn kết, bạn bè..."[4]